# Елпайн (Колорадо)
Елпайн (англ. Alpine) — переписна місцевість (CDP) в США, в окрузі Ріо-Гранде штату Колорадо. Населення — 169 осіб (2020).

## Географія
Елпайн розташований за координатами 37°41′16″ пн. ш. 106°35′10″ зх. д. / 37.68778° пн. ш. 106.58611° зх. д. (37.687792, -106.586181).  За даними Бюро перепису населення США в 2010 році переписна місцевість мала площу 2,70 км², уся площа — суходіл.

## Демографія
Згідно з переписом 2010 року, у переписній місцевості мешкали 174 особи в 74 домогосподарствах у складі 52 родин. Густота населення становила 64 особи/км².  Було 236 помешкань (87/км²).
Расовий склад населення:
| - 93,1 % — білих - 1,1 % — корінних американців - 1,1 % — азіатів - 0,6 % — чорних або афроамериканців - 2,9 % — осіб інших рас |

До двох чи більше рас належало 1,1 %. Частка іспаномовних становила 11,5 % від усіх жителів.
За віковим діапазоном населення розподілялося таким чином: 24,7 % — особи молодші 18 років, 55,2 % — особи у віці 18—64 років, 20,1 % — особи у віці 65 років та старші. Медіана віку мешканця становила 49,0 року. На 100 осіб жіночої статі у переписній місцевості припадало 114,8 чоловіків;  на 100 жінок у віці від 18 років та старших — 122,0 чоловіків також старших 18 років.
Цивільне працевлаштоване населення становило 107 осіб. Основні галузі зайнятості: роздрібна торгівля — 34,6 %, мистецтво, розваги та відпочинок — 34,6 %, освіта, охорона здоров'я та соціальна допомога — 30,8 %.